# Quercus subsericea
Quercus subsericea — вид рослин з родини букових (Fagaceae), поширений у Брунеї, Індонезії, Малайзії.

## Опис
Це дерево може досягати 20 метрів заввишки; стовбур до 40 см у діаметрі. Кора сіро-коричнева, тріщинна або луската. Гілочки спершу густо-вовнисті, потім ± голі. Листки тонкі, але шкірясті, від еліптичних до ланцетних, рідко овальні, 4–15 × 2.5–5 см; верхівка загострена; основа округла або послаблена; край трохи загорнутий, цілий або віддалено зубчастий; верх безволосий, блискучий; низ блідіший з розсіяним зірчастим шовковистим запушенням; ніжка листка тонка, 1–2 см. Цвітіння нерегулярне. Чоловіки сережки 4–6 см, з численними квітами. Жіночі суцвіття 1–2 см, з 2–5 квітками, густо-вовнисті. Жолуді яйцюваті, конічні або майже кулясті, 1–2 см завдовжки; чашечка запушена, має 7–8 концентричних, зубчастих кілець, з тонкою стінкою.

## Середовище проживання
Поширення: Бруней, Індонезія (Ява, Калімантан, Сулавесі, Суматра); Малайзія (Сабах, Саравак). Росте на висотах від 850 до 1500 метрів, у низинно-нижньогірському лісі.

## Використання
Можливо, використовується для дров. Як правило, породи з роду Quercus використовуються як незначні породи деревини на Борнео.

## Загрози
Тропічні ліси Борнео сильно піддаються втратам і перетворенню земель для насаджень промислової олійної пальми (Elaeis guineenis), акації та каучукових дерев (Hevea brasiliensis).